# Francesco De Rocchi
Francesco De Rocchi (Saronno, 1902 – Milano, 1978) è stato un pittore italiano.

## Biografia
Nasce a Saronno nel 1902.Tra il 1916 e il 1926 frequenta l'Accademia a Brera di Milano  e, successivamente, torna a Saronno. 
Nei secondi anni Venti si avvicina al Novecento Italiano. Nel 1926 è invitato alla XV Esposizione Internazionale d'arte della città di Venezia, manifestazione cui parteciperà numerose volte. 
Nel 1927 la Galleria d'arte moderna di Milano acquista una sua opera.
Nello stesso anno consegue il Premio Sallustio Fornara e l'anno successivo è presente per la prima volta alla Biennale di Venezia. Nei decenni successivi è presente in tutte le maggiori manifestazioni nazionali: Premio Bergamo, II mostra del Novecento italiano, Quadriennali di Roma, Biennali di Milano, Premio Michetti, Mostre d'Arte sacra. 
Nel corso degli anni Trenta schiarisce le cromie, ridimensiona i volumi e si unisce al gruppo dei chiaristi. Dal 1937 insegna all'Accademia di Brerae nel 1939 vince il I Premio Bergamo. 
Si trasferisce a Milano nel 1940. Per i giovani artisti milanesi, il decennio fra il '30 ed il '40 costituisce un periodo di grande fervore creativo: negli studi di via Solferino sono alla ricerca di nuovi modi espressivi atti a conciliare i grandi valori della tradizione con le aspirazioni e la cultura dei tempi nuovi.
Dopo la Seconda guerra mondiale, allaccia rapporti d'amicizia con Quasimodo, Sironi, Funi, De Grada. 
Prosegue l'attività artistica e espositiva, soggiornando spesso a Venezia e in Versilia dove, per alcuni anni, frequenta la "campagna versiliese".
A Milano il decennio 1950-'60 lo vede impegnato in numerose mostre personali e attivo frequentatore del gruppo degli artisti del Caffè San Babila.
Nel 1977 ottiene il Premio Internazionale la Madonnina d'oro. Muore a Milano l'anno successivo.

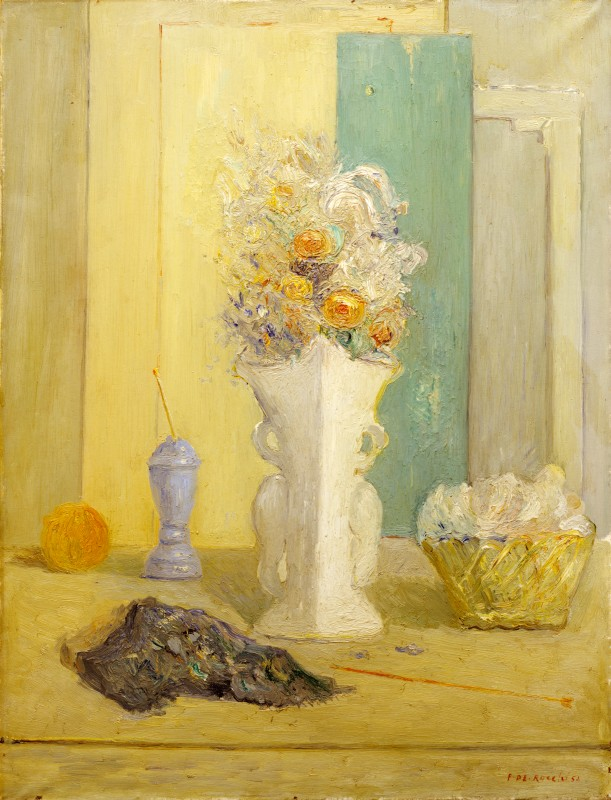
Composizione, 1952, Milano, Collezioni d'arte della Fondazione Cariplo
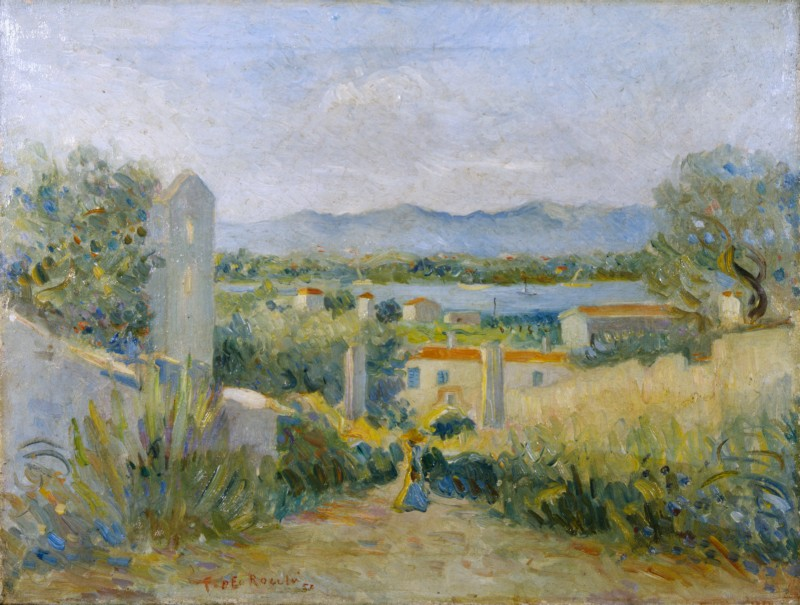
Bocca di Magra, 1957, Milano, Collezioni d'arte della Fondazione Cariplo